# Thorsten Krings

Thorsten Krings 2020

Thorsten Krings (* 17. Juli 1968 in Buir) ist Professor für Personal und Führung an der Dualen Hochschule Baden-Württemberg (DHBW) und lehrt an der Universität für Zoll und Finanzen in Dnipro.

## Leben
In den 1980er-Jahren gab er das Comicfachmagazin Comicurier heraus. Am Ganztagsgymnasium Osterburken legte er das Abitur ab. Nach seinem Studium der Anglistik und der Mittleren und Neuen Geschichte (Magister) in Heidelberg und der Promotion zu einem literaturgeschichtlichen Thema war er in verschiedenen leitenden Personalfunktionen in der Schwäbisch Hall Gruppe, der RAG Aktiengesellschaft, der Metro Group und der Merz-Gruppe tätig. Seit 2011 ist er Professor an der DHBW. Seine Forschungs- und Veröffentlichungsschwerpunkte liegen in den Bereichen Personalauswahl, Diversität, Prävention sexueller Grenzverletzungen und strategisches Personalmanagement. Er gilt als scharfer Kritiker Thomas Sattelbergers, der HR Alliance und des Goinger Kreis, denen er vorwirft, dass sie sich zu sehr an gesellschaftspolitischen Fragestellungen und zu wenig an betrieblichen Erfordernissen orientieren. Krings ist als Trainer und Berater tätig. Von 2019 bis 2024 war Krings kommunalpolitischer Mandatsträger der FDP und stellvertretender Bürgermeister der Gemeinde Wiesloch. Krings ist Herausgeber der Reihe VWL und BWL für die Praxis beim Kohlhammer Verlag. Krings ist geschieden und Vater einer Tochter aus erster Ehe.

## Veröffentlichungen
- mit Arkhireiska Nataliia: THE IMPACT OF NOTGELD ON GERMAN HYPERINFLATION IN 1914-1923. in: Науковий погляд: економіка та управління.1 (89) 2025, p. 62-67.
- Hyper-inflation in Germany 1914–1923: ten years that shaped Germany’s collective psyche. in: МІНІСТЕРСТВО ОСВІТИ І НАУКИ УКРАЇНИ УНІВЕРСИТЕТ МИТНОЇ СПРАВИ ТА ФІНАНСІВ НАЦІОНАЛЬНА АКАДЕМІЯ НАУК УКРАЇНИІНСТИТУТ ІСТОРІЇ УКРАЇНИ. Dnipro, University of Customs and Finance 2024.
- Wirtschaftsliberalismus. Stuttgart, Kohlhammer Verlag 2024, ISBN 3-17-037812-0.
- Führung in Zeiten gesellschaftlicher Umbrüche, München, Roman-Herzog-Institut. ISBN 978-3-941036-71-0.
- mit Christopher Paul: Professionelle Personalauswahl und – suche. Stuttgart, Kohlhammer Verlag 2024, ISBN 978-3-17-040574-5.
- mit Pia Maria Sprügel: Erfolgsfaktoren des Dualen Studiums. Stuttgart, Kohlhammer Verlag 2022, ISBN 3-17-039101-1.
- mit Thomas Batz: Präsenz, online, hybrid: Corona hat das Recruiting nachhaltig verändert. in: wissensmanagement 02/2022 online: https://www.wissensmanagement.net/magazin/archiv/archiv/heft.html?no_cache=1&tx_voipaidcontent_pi1%5Btest%5D=test&tx_voipaidcontent_pi1%5BshowUid%5D=7209
- mit Naila Wagner: Wer (m/w/d) bekommt den Job? Gender Bias in der betrieblichen Personalarbeit. in: D. Ternes, C. Schnekenburger (Hrsg.): Labore, Planspiele und Simulationen. ZHL, Heilbronn 2019, ISBN 978-3-9819673-2-6.
- Strategische Unternehmensführung. Stuttgart, Kohlhammer 2019, ISBN 978-3-17-037066-1.
- Sexuelle Grenzverletzungen am Arbeitsplatz. Springer Gabler. Wiesbaden 2019, ISBN 978-3-658-26029-3.
- mit Frederik Nieland: Onboarding Prozesse im Einzelhandel. Springer Gabler. Wiesbaden 2019, ISBN 978-3-658-24920-5.
- Personalwirtschaft. Einführung in die betriebliche Personalarbeit. Springer Gabler, Wiesbaden 2018, ISBN 978-3-658-21610-8.
- Erfolgsfaktoren effektiver Personalauswahl. Springer Gabler, Wiesbaden 2017, ISBN 978-3-658-16455-3.
- Erfolgsfaktoren strategischen Personalmanagements. Springer Gabler, Wiesbaden 2015, ISBN 978-3-658-09979-4.
- Die Darstellung der Frau in der anglo-irischen Kurzgeschichte der klassischen Moderne. Peter Lang Verlag, Frankfurt, 1997, ISBN 3-631-31403-5.
- Prozesssteuerung im Berufsakademiestudium. In: G. Cramer (Hrsg.) Jahrbuch Ausbildungspraxis 2004. Fachverlag Deutscher Wirtschaftsdienst
- mit Anja Lewer: Spielregeln für eine gemeinsame Identität. In: Personalwirtschaft 07/2002, Wolters Kluwer Verlag.
- Meeting Metro: A case study. In: European Retail Digest 06/2006 Oxford University Press.
- Der HR Business Partner: ein Missverständnis? in: Personalwirtschaft 07/2012, Wolters Kluwer Verlag.
- Wer sein Geld wert ist. In: Personalwirtschaft 06/2013, Wolters Kluwer Verlag.
- Aufrecht Gehen- betriebliches Trennungsmanagement. In: Personalwirtschaft, 11/2013, Wolters Kluwer Verlag.
- Noch Nachholbedarf. In: Personalwirtschaft, 05/2014, Wolters Kluwer Verlag.